# Transports Bordeaux Métropole

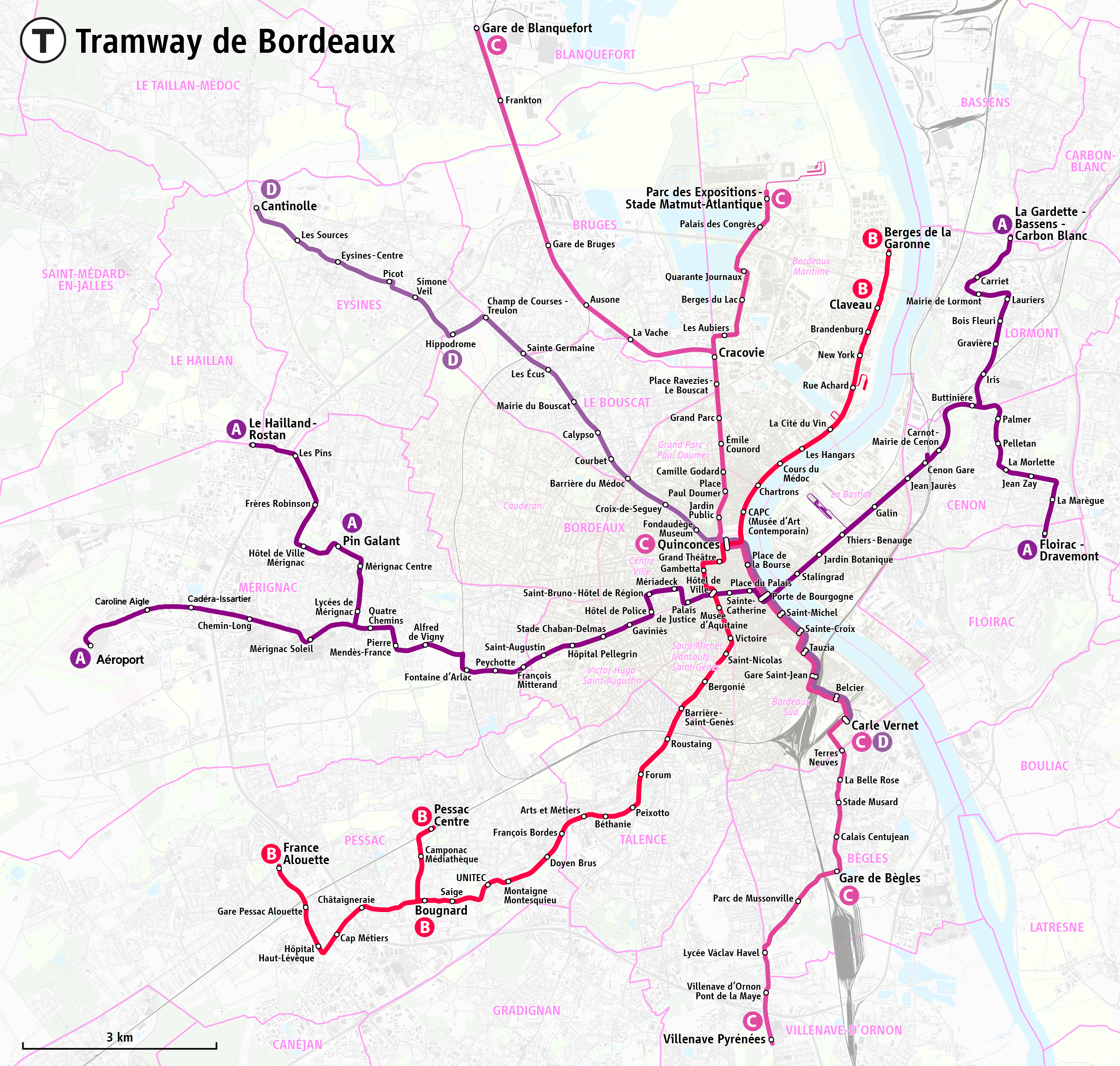
Das Straßenbahnnetz von Bordeaux

Transports Bordeaux Métropole, kurz TBM genannt, ist der Name des öffentlichen Nahverkehrsnetzes im Ballungsraum der französischen Großstadt Bordeaux. Das Netz wird von Keolis Bordeaux Métropole, einem Tochterunternehmen des Keolis-Konzerns, im Auftrag des Gemeindeverbundes Bordeaux Métropole (bis 2015: Communauté Urbaine de Bordeaux) betrieben. Die Gesellschaft betreibt mit vier Linien die Straßenbahn Bordeaux, Dutzende von Buslinien, eine Bootslinie und das Fahrradverleihsystem VCUB in Bordeaux und den Vororten.

## Geschichte

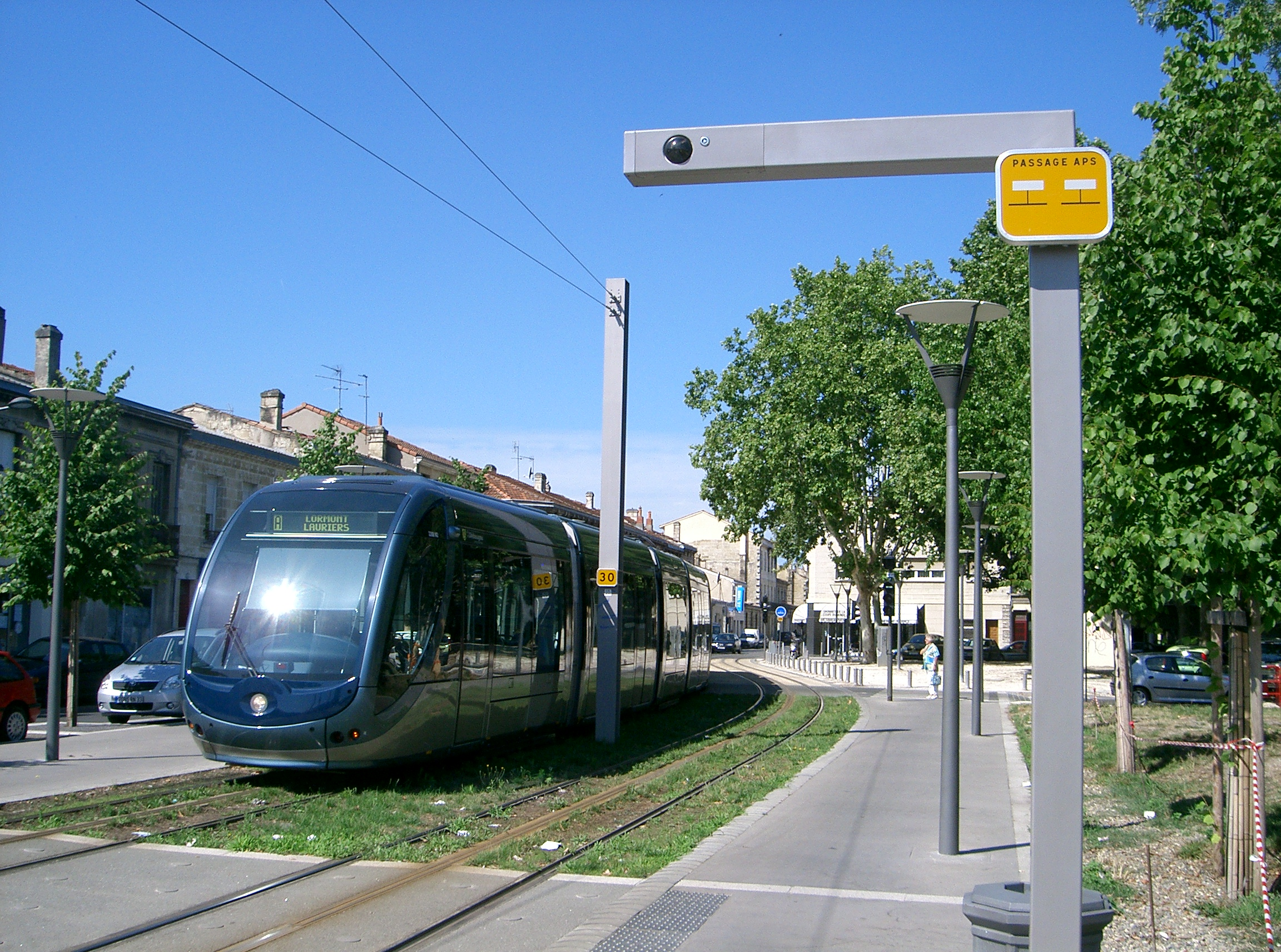
Übergang zwischen Oberleitung und dem APS-System.

Die erste Strecke der neuen Straßenbahn wurde in Bordeaux am 21. Dezember 2003 eröffnet. Bis dahin war für den öffentlichen Nahverkehr die CGFTE (Compagnie générale française des transports et entreprises) zuständig. Ab dem 3. Juli 2004 wurde für das öffentliche Nahverkehrsnetz der Markenname TBC (Tram et bus de la Cub) eingeführt.
Gleichzeitig wurde die dritte Straßenbahnlinie eröffnet, das komplette Busnetz neu strukturiert und auf die Straßenbahn ausgerichtet.
Da die Communauté Urbaine de Bordeaux inzwischen in Bordeaux Métropole umbenannt worden war, wurde auch das Verkehrsunternehmen am 18. April 2016 in Transports Bordeaux Métropole umbenannt.
Im Jahr 2010 wurde außerdem der Fahrradverleih VCub mit 174 Stationen und 1700 Fahrrädern in Betrieb genommen.

## Technik und Betrieb

### Straßenbahn Bordeaux
Das Netz ist über 70 Kilometer lang und besteht aus den Linien A, B, C und D, die sich in der Innenstadt kreuzen. Die Straßenbahn verkehrt nicht nur in Bordeaux selbst, sondern auch in den Vorstädten Cenon, Lormont, Pessac, Talence, Carbon-Blanc, Le Bouscat und Mérignac.
Vor allem in der Innenstadt, aber auch in manchen Vororten ist auf der Strecke keine Oberleitung vorhanden. Stattdessen sind die dortigen Strecken mit der Straßenbahnstromschiene Alimentation par le sol (APS) ausgestattet.
Eingesetzt werden 130 Niederflurfahrzeuge der Typen Citadis 402 und 302 der Firma Alstom. Neben den Stromabnehmern verfügen die Züge über Batterien, sodass die Stromversorgung in den oberleitungslosen Abschnitten auch dann gewährleistet ist, wenn das APS-System ausfällt. Bedingt durch massive Probleme bei der Einführung des neuartigen Systems konnte die erste Strecke erst mit mehrmonatiger Verspätung eröffnet werden.

### Fahrradverleihsystem LE VÉLO
LE VÉLO, früher auch VCub oder V3 geschrieben, ist ein Selbstbedienungs-Fahrradverleih, der am 20. Februar 2010 im Gemeindeverband Bordeaux Métropole eingerichtet wurde. Der Name VCub spielt auf die Abkürzung CUB für damalige Bezeichnung communauté urbaine de Bordeaux an.

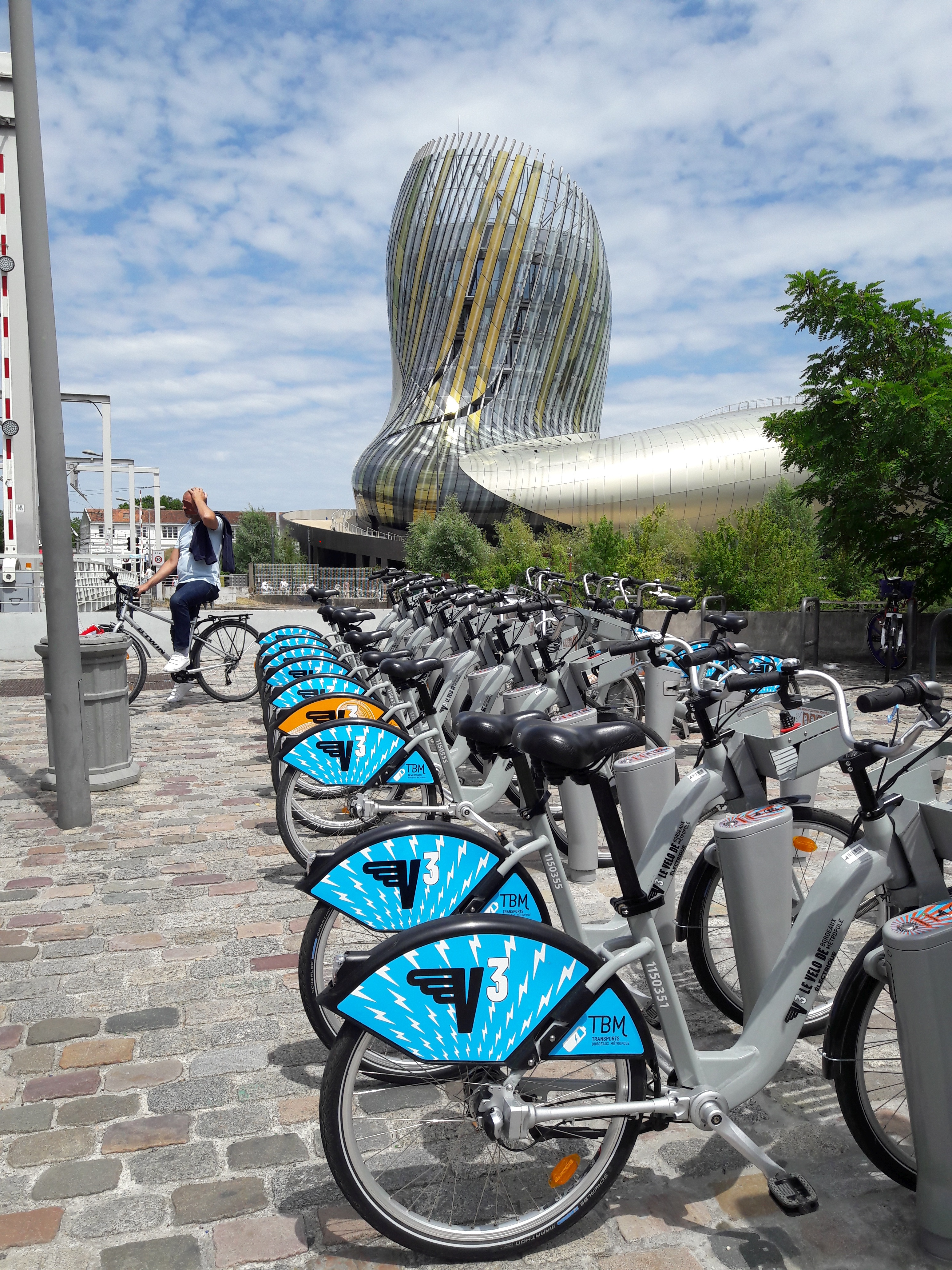
Eine LE VÉLO-Station in Bordeaux

Stand 2023 gibt es mehr als 2000 Fahrräder an 186 Stationen, die Hälfte davon sind E-Bikes. Stand 2012 befanden sich 99 Stationen im Stadtgebiet von Bordeaux (ca. alle 300 bis 500 Meter), weitere 40 waren auf andere Gemeinden verteilt. 90 % der Stationen sind in der Nähe einer Straßenbahnhaltestelle, Bushaltestelle oder eines Bahnhofs. Der Dienst arbeitet mit den Zeitkarten von TBM oder mit Bankkarten. Die erste halbe Stunde ist mietfrei, danach erfolgt progressive Abrechnung. Eine langfristige Leihe ist an speziellen Stationen VCub+ möglich. Bereits ein Jahr nach Einrichtung wurde der Service mehr als 2 Millionen Mal in Anspruch genommen.
Anfang 2020 wurden täglich ca. 6000 Fahrräder ausgeliehen.